# Tony Jaros
Anthony Joseph Jaros (22 de fevereiro de 1920 - 22 de abril de 1995) foi basquetebolista norte-americano que foi campeão da Temporada da NBA de 1948-49 e 1949-50 jogando pelo Minneapolis Lakers.